# Semencaré
Semencaré, ou ainda Anjjeperura Semenchkare ou Semenejkara,  foi o mais breve e enigmático faraó da XVIII dinastia egípcia, governando de 1338 a.C. a 1336 a.C.
O nome de Semencaré aparece no final do reinado de Aquenáton, convertido em corregente do trono e, nessa condição, seu sucessor.
Todavia, há muitas dúvidas e teorias sobre sua identidade. As mais aceitas são:
- Ele seria um dos filhos de Amenófis III com um de suas esposas reais, talvez Tiy. Nesse caso, ele seria irmão de Aquenáton.
- Ele seria marido de Meritaton, a filha mais velha de Aquenáton e, por conseguinte, genro do rei.[4] Era adepto convicto da doutrina de Aton, razão pela qual Aquenáton – que não teria herdeiros masculinos – escolheu-o para sucedê-lo. Em alguns anéis de fiança encontrados em Amarna, ele é referido como o “predileto de Aton”. Por outro lado, se correta essa teoria, é estranho que ele não tenha adotado um nome em homenagem a Aton, como o fez Tutancaton (depois, Tutancâmon). [5]
- Ele seria filho de Aquenáton com uma de suas esposas secundárias e, desse modo, herdeiro legítimo do trono. No entanto, até hoje somente se registra Tutancâmon como filho homem de Aquenáton.[6]
- Ele seria, na verdade, não um homem mas a própria esposa de Aquenáton, a famosa Nefertiti que, a exemplo de Hatexepsute, teria adotado aparência e títulos masculinos para assumir o trono, após a morte do marido. Em favor dessa teoria conta o fato do nome de Nefertiti deixar de ser mencionado à época em que aparecem referências a Semencaré.

De qualquer forma, o fato de ter governado por apenas 2 ou 3 anos, sugere que Semencaré morreu prematuramente (devia ter menos de 30 anos), em circunstâncias desconhecidas e tão misteriosas quanto as da morte de seu sucessor, o faraó-menino Tutancâmon.